# USS Bristol (DD-857)
USS Bristol (DD-857) là một tàu khu trục lớp Allen M. Sumner được Hải quân Hoa Kỳ chế tạo trong Chiến tranh Thế giới thứ hai. Nó là chiếc tàu chiến thứ hai của Hải quân Mỹ được đặt theo tên Chuẩn đô đốc Mark Lambert Bristol (1868-1939), người tham gia cuộc Chiến tranh Tây Ban Nha-Hoa Kỳ và Chiến tranh Thế giới thứ nhất, và là Tổng tư lệnh Hạm đội Bắc Đại Tây Dương trong các năm 1891-1903. Nó đã hoạt động cho đến hết Thế Chiến II, và tiếp tục phục vụ sau đó trong Chiến tranh Triều Tiên và Chiến tranh Lạnh cho đến khi xuất biên chế năm 1969 và được chuyển cho Đài Loan. Nó tiếp tục phục vụ cùng Hải quân Trung Hoa Dân Quốc như là chiếc ROCS Hua Yang (DD-3/DDG-903) cho đến khi bị tháo dỡ năm 1993. Bristol được tặng thưởng một Ngôi sao Chiến trận do thành tích phục vụ trong Thế Chiến II, và thêm hai Ngôi sao Chiến trận khác trong Chiến tranh Triều Tiên.

## Thiết kế và chế tạo
Bristol được đặt lườn tại xưởng tàu của hãng Bethlehem Steel Co. ở San Pedro, California vào ngày 5 tháng 5 năm 1944. Nó được hạ thủy vào ngày 29 tháng 10 năm 1944; được đỡ đầu bởi bà August Frederick Eberly, và nhập biên chế vào ngày 17 tháng 3 năm 1945 dưới quyền chỉ huy của Trung tá Hải quân K. P. Letts.

## Lịch sử hoạt động

### 1945 - 1950
Bristol khởi hành từ San Diego, California vào ngày 13 tháng 6 năm 1945 để đi Trân Châu Cảng, đến nơi vào ngày 19 tháng 6. Con tàu tiếp tục đi đến Guam vào ngày 29 tháng 7, nơi nó gia nhập Đội đặc nhiệm 30.8, một đội hỗ trợ tiếp liệu phục vụ hậu cần cho Lực lượng Đặc nhiệm 38. Vào ngày 5 tháng 8, nó mắc tai nạn va chạm với tàu chở dầu Ashtabula (AO-51); mũi của Bristol bị hư hại nên nó quay trở lại Guam để sửa chữa. Sau khi công việc hoàn tất vào ngày 1 tháng 9, nó đi sang phục vụ tại khu vực Viễn Đông cho đến ngày 21 tháng 2 năm 1946, khi con tàu lên đường quay trở về Hoa Kỳ, về đến San Pedro vào ngày 15 tháng 3.
Vào tháng 4, 1946, Bristol chuyển sang vùng bờ Đông để hoạt động cùng Hạm đội Đại Tây Dương cho đến tháng 2, 1947; khi nó lên đường hướng sang Anh Quốc cho một lượt hoạt động tại vùng biển Châu Âu, kéo dài cho đến tháng 8. Từ tháng 8, 1947 đến tháng 9, 1948, nó hoạt động tại chỗ dọc theo bờ biển Đại Tây Dương, và từ tháng 9, 1948 đến tháng 1, 1949 là một lượt hoạt động khác tại Câu Âu.
Sau khi quay trở về, Bristol được điều động sang vai trò tàu huấn luyện cho Hải quân Dự bị Hoa Kỳ, và đã hoạt động từ New Orleans, Louisiana trong một năm rưỡi tiếp theo sau. Trong mùa Hè và mùa Thu năm 1950, nó viếng thăm nhiều cảng tại vùng biển Caribe, xen kẻ với những hoạt động huấn luyện tại vịnh Guantánamo, Cuba.

### 1950 - 1969
Bristol chuyển cảng nhà đến Newport, Rhode Island vào ngày 21 tháng 10, 1950, và sau đợt huấn luyện ôn tập tại vịnh Guantánamo, nó hoạt động thường lệ từ căn cứ Newport. Nó lên đường đi sang khu vực Địa Trung Hải vào ngày 5 tháng 3, 1951, nơi chiếc tàu khu trục hoạt động cùng Đệ lục Hạm đội trước khi quay trở về Newport vào mùa Hè. Từ ngày 2 tháng 10, 1951, nó thực hiện một chuyến đi vòng quanh thế giới; trước tiên băng qua kênh đào Panama để đi đến vùng chiến sự của cuộc Chiến tranh Triều Tiên, nơi nó tham gia tác chiến từ ngày 31 tháng 10, 1951 đến ngày 27 tháng 2, 1952. Nó quay trở về Hoa Kỳ qua ngã kênh đào Suez và Địa Trung Hải, về đến Newport vào ngày 21 tháng 4, 1952.

### ROCSHua Yang(DD-3/DDG-903)
Con tàu được cho xuất biên chế vào năm 1969 và được chuyển cho Đài Loan. Nó tiếp tục phục vụ cùng Hải quân Trung Hoa dân quốc như là chiếc ROCS Hua Yang (DD-3/DDG-903) cho đến khi bị tháo dỡ năm 1993.

## Phần thưởng
Bristol được tặng thưởng một Ngôi sao Chiến trận do thành tích phục vụ trong Thế Chiến II, và thêm hai Ngôi sao Chiến trận khác trong Chiến tranh Triều Tiên.